# Florence Aylward
Florence Aylward   (Brede, 10 de març de 1862 - St Leonards-on-Sea, 14 d'octubre de 1950) fou una compositora britànica coneguda per les seves balades.

## Biografia
Filla fruit del matrimoni de Mary (née Frewen) i d' Augustus Aylward, rector de l'església de Sant George a Brede, East Sussex on, al 1862 Florence hi naixia a la mateixa rectoria. Descendent del compositor i organista de les catedrals de Winchester i Norwich Richard Aylward (1626-69). Als 9 anys ja acompanyava els serveis del seu pare amb l'orgue a l'església de Sant George. Estudia orgue amb el Dr. John Abram i als 12 anys ja comença a compondre. Ja en l'edat de l'adolescència les seves obres sonaven en diferents concerts.

## Carrera Musical
Als 14 anys es desplaça a Londres per ingressar a la Guildhall School of Music i realitzar allà els seus estudis de composició, i piano amb Theodore Trekell i Henry Gadsby.
Florence Aylward va deixar una gran empremta musical a la ciutat de Hastings, incloent la composició a Dickens Revue Hospital Blue pel teatre, Gaiety, al 1919. És citada també per la revista The Musical Times on se li fa menció pels seus esforços en el prometedor inici de la temporada de tardor de la "Madrigal Society" en l'article: Musica en les Provincies l'any 1921. També farà de jutgessa musical, entre d'altres, en competicions celebrades a Hastings entre els anys 1913 i 1915.
Va treballar com a organista a St Leonard's fins al 1946, citada per la revista "The Magazine of Music" al 1893 com una de les millors acompanyants del moment.

## Vida Privada
Es casa al 1881 a Rye, East Sussex, amb Harold Kinder, enginyer i arquitecte. Van concebre un fill junts al 1886, Harold Frewen. Tot i el seu matrimoni no abandona la seva tasca musical. Mor a Baldslow, Hastings, l'octubre del 1950 com a Florence Kinder. Seguint la tradició de la família, les seves cendres van ser escampades a l'església de St George de Brede.

## Després de la Primera Guerra Mundial
La Primera Guerra mundial també va deixar empremta en el gènere de la cançó. Veiem en diferents casos que el pas de la guerra ha produït canvis en les composicions: van deixar de musicar escriptors alemanys, les cançons s'allunyen dels ritmes regulars i dels patrons mètrics...
Mentre que molts compositors s'allunyen del gènere de la cançó les dones se'n aferren. Tot i això els efectes de la guerra van fer que la demanda caigués en picat. Això va afectar les compositores a nivell mundial. Als Estats Units Carrie Jacobs Bond i Caro Roma; i a Gran Bretanya a Alicia Adélaïde Needham i a Florence Aylward.
Aylward després de l'any 1919, (després de la guerra) només va compondre 10 cançons més de les seves 150 cançons, tot i que va viure fins al 1950. Tant la musicalitat com els poemes que havien alimentat el seu èxit abans de la dècada del 1920 van caure en desgràcia.

## Selecció d'obres
Selecció d'entre les seves 150 obres:

### Obra vocal
- "Love's coronation"
- "Beloved, it is morn"
- "House of memories"
- "A khaki lad"
- "Werrenrath song medley"[10]
- "Call of Life"
- "Made a Man"
- "Morning and You!"
- "Song of the Bow"
- "Thrush to his Love"
- "Two Songs: a: For your sake; b: The Country Faith"[11]

### Obra instrumental i vocal

#### Peces per veu, violí, piano, orgue i harmònium
- "Love's benediction"
- "O moonlight deep and tender"
- "The cross of stone"
- "Aspiration"
- "A mountain serenade"
- "Sunrise"
- "The token"
- "A song of the southland"
- "God bless thee"
- "O moonlight deep and tender"
- "As daylight dies"
- "The eaglet soars toward the sun"
- "The wand'ring stars have lost the moon"
- "The golden walks are wet"
- "In dear remembrance I have plucked these roses"
- "Blue sky, wild wind"[12]

#### Peces per a orgue i veu
- "Anthem of love, an"
- "World of Praise"[3]

## BBC Proms
Les seves obres també s'han pogut escoltar en els concerts de Henry Wood Promenade Concerts presented by the BBC també coneguts com The Proms.
| Any  | nº de PROM                                | Data                 | Obra                     |
| ---- | ----------------------------------------- | -------------------- | ------------------------ |
| 1912 | Prom 46                                   | Dimecres 9 d'Octubre | "Three!"                 |
| 1913 | Prom 01 - "First Night of the Proms 1913" | Dissabte 16 d'Agost  | "A Sussex drinking song" |
| 1913 | Prom 21                                   | Dijous 9 de Setembre | "Three!"                 |